# Mary Treadgold
Œuvres principales
Vacances de guerre
Mary Treadgold (1910-2005) est une femme de lettres britannique, auteure de littérature d'enfance et de jeunesse et productrice pour la BBC.

## Biographie
son père travaille à la Bourse de Londres et sa famille connaît une vie aisée. Elle fait ses études dans une école de filles londienne, puis elle fréquente Bedford College de 1930 à 1936. 
Elle travaille ensuite dans l'éditeur, comme éditrice de livres pour enfants. Désireuse de relever le niveau des pony books qu'elle lit, elle écrit Vacances de guerre (We couldn't leave Dinah) en 1940, dans un abri anti-aérien de Londres. Dans ce roman, les enfants Templeton et leurs amis doivent quitter l'île de la Manche où ils vivent à cause de la guerre, et abandonner leurs poneys. Le livre est publié par Jonathan Cape en 1941 et reçoit la Médaille Carnegie la même année.
Elle travaille ensuite à la BBC, où elle partage un bureau avec George Orwell et se lie d'amitié avec la féministe jamaïcaine Una Marson. 
Elle écrit d'autres romans pour la jeunesse : No Ponies (1946), situé dans la France d'après-guerre, The Polly Harris (1948), suite de Vacances de guerre, ou encore The Winter Princess (1962) où une princesse africaine visite Hampton Court. Elle a aussi écrit la trilogie The Heron (1962-1981), du nom de la maison où des enfants font du cheval.

## Œuvre traduite en français
- Vacances de guerre (We couldn't leave Dinah, 1941), traduit de l'anglais par M. M. de Schloezer, illustrations de Stuart Tresilian, Paris : G.-T. Rageot, coll. Heures joyeuses, 1946.